# Khadzhimurat Magomedov
Khadzhimurad Magomedov est un lutteur russe spécialiste de la lutte libre né le 24 février 1974 à Makhatchkala.

## Biographie
Lors des Jeux olympiques d'été de 1996, il remporte le titre olympique en combattant dans la catégorie des -82 kg. Au cours de sa carrière, il remporte  le titre de champion du monde en 2001 et de champion d'Europe en 1997 ainsi qu'une médaille d'argent lors des Championnats du monde de 1999 et une médaille de bronze aux Championnats d'Europe de 1996.